# صمد (هیرمند)
صمد یک روستا در ایران است که در استان سیستان و بلوچستان واقع شده‌است. صمد ۸۷ نفر جمعیت دارد.